# J. J. Hickson
J.J. Hickson (* 4. September 1988 in Atlanta, Georgia) ist ein US-amerikanischer Basketballspieler. Er ist Power Forward bei den Fujian Sturgeons in der CBA.

## College
Hickson spielte College Basketball für die Wolfpacks an der North Carolina State University.
In seinem ersten Spiel als Freshman, erzielte er 31 Punkte. Später erzielte er eine Karriere Bestleistung mit 33 Punkten gegen Western Carolina. In seiner besten Saison erreichte er 14,8 Punkte und 8,5 Rebounds pro Spiel. Er wurde für das All-Freshman Team der ACC ausgewählt.

## NBA

### Cleveland Cavaliers
Am 26. Juni 2008 wurde Hickson im Rahmen des NBA-Drafts von den Cleveland Cavaliers an 19. Stelle gedraftet. In seiner ersten Saison kam Hickson ausschließlich von der Bank ins Spiel und erzielte dabei im Schnitt 4 Punkte und 2,7 Rebounds in 11,4 Minuten pro Spiel. In der folgenden Saison rückte er in die Startaufstellung vor und konnte sich sehr steigern: 8,5 Punkte und 4,9 Rebounds in 20,9 Minuten pro Spiel. In dieser Saison bekam er auch seine erste Möglichkeit, sich in den Playoffs zu beweisen. Aufgrund seiner geringen Erfahrung in der NBA wurde er jedoch nur für knapp mehr als 7 Minuten pro Partie auf das Spielfeld gestellt.
Vor der NBA-Saison 2010/11 verließ der Anführer und das Gesicht der Cleveland Cavaliers, LeBron James, das Team und unterzeichnete einen Vertrag bei den Miami Heat. Das gesamte Spielsystem und die Rollen im Team der Cavaliers mussten geändert werden. Hickson konnte in dieser Saison zwei Mal seine Karrierebestleistung von 31 Punkte und einmal seine Karrierebestleistung von 20 Rebounds erzielen. Nach 52 Spielen stand Hickson im Schnitt 26 Minuten pro Partie auf dem Feld und steuerte 12,3 Punkte und 7,4 Rebounds bei.

### Sacramento Kings
Am 1. Juli 2011 wurde Hickson von den Cavaliers zu den Sacramento Kings getradet. Im Gegenzug erhielten die Cavaliers Omri Casspi sowie einen Pick in der Draft 2012. Im März 2012 entließen die Kings Hickson aus seinem Vertrag. Im Anschluss unterschrieb er einen Vertrag bei den Portland Trail Blazers.

### Portland Trail Blazers
Bei den Blazers spielte Hickson 19 Spiele im Frühjahr 2012 und konnte im Schnitt 15,1 Punkte und 8,3 Rebounds pro Spiel beisteuern. Aufgrund dieser guten Leistungen verlängerte Portland im Sommer seinen Vertrag um ein weiteres Jahr für vier Millionen Dollar.

### Denver Nuggets
Nach Ablauf seines Vertrages bei den Blazers aus Portland erhielt Hickson verschiedene Angebote aus der gesamten Liga. Er schloss sich schließlich den Denver Nuggets an. Dort erhielt er einen Vertrag bis 2016. Am 15. Januar 2014 hat er gegen die Golden State Warriors einen Karrierehöchstwert von 24 Rebounds erzielt. Hickson wurde im Februar 2016 von den Nuggets entlassen.

### Washington Wizards
Kurze Zeit später wurde Hickson von den Washington Wizards unter Vertrag genommen.

## Wechsel nach China
Im August 2016 unterschrieb Hickson einen Vertrag bei Fujian Sturgeons in China.